# オークファン
株式会社オークファン（英: Aucfan Co.,Ltd.）は、東京都品川区に本社を置き、インターネット関連サービス事業を行っている日本の企業である。
創業来培った売買データとAI技術により、商品の時価を可視化し、企業在庫の価格と販路を最適化する予測モデルを構築しており、中小企業・副業/個人事業主を中心とした小売・流通業向けの在庫流動化ソリューションを展開している。2013年（平成25年）4月、東証マザーズ上場。

## 概要
オークファングループ（株式会社オークファン及びその子会社）は、「RE-INFRA COMPANY（リンフラカンパニー）」をコンセプトとして、商品の流通を支援する商品流通プラットフォーム事業と、在庫の価値を可視化・最適化する在庫価値ソリューション事業の二つの事業を展開し、世界中でクローズアップされている廃棄ロス問題の解決に挑む在庫流動化ソリューション企業である。 
「RE-INFRA（リンフラ）」とは、すでにあるものを捉え直しより良く組み替え再構築するという意味を含む「RE」と、社会課題に対しRevalueやReuse、Reproduceといった様々な「RE」を統合した唯一無二のインフラを構築する会社でありたい、という思いから作られた造語である。
祖業である「aucfan.com」は商品及び価格情報の比較・検索・分析ができるメディアサービスで、現・DeNA取締役最高技術責任者の川崎修平が東京大学大学院在籍中に個人で開発したサイトを、2006年に株式会社オークファン（厳密にはその前身会社）が譲り受け、以降の運営を行っている。
2013年に東証マザーズに上場後、祖事のメディア事業から、マーケットプレイス事業、ソリューション事業と事業領域を広げていたが、2020年9月期からは事業セグメントを商品流通プラットフォーム事業と在庫価値ソリューション事業の２つに変更。
商品流通プラットフォーム事業として、「NETSEA（BtoBの卸売り・仕入れプラットフォーム）」、「リバリュー（企業の滞留在庫・返品・型落ち品などの流動化支援）」、「NETSEAオークション（中古品・ワケあり品の卸売り・仕入れプラットフォーム」「good sellers（副業支援サービス）」の運営を行っている。
在庫価値ソリューション事業として、「aucfan.com（商品及び価格情報の比較・検索・分析ができるメディアサービス）」、「aucfan ProPlus（相場検索、データ分析ツール）」、「aucfan connect（Amazon特化の出品ツール）」、「オークファンロボ（プロが使う相場検索、データ分析ツール）」、「TATEMPO GUIDE（多店舗展開、一元管理ツール）」。

## 沿革
出典：
- 2007年
  - インターネットメディア「オークファン」の運営を事業目的として、株式会社デファクトスタンダードからメディア事業を新設分割し、東京都港区芝に株式会社オークファンを設立、純広告サービス及びネット広告サービスを開始
  - 本社を東京都渋谷区恵比寿一丁目21番8号に移転
  - オークファン無料会員サービスを開始

- 2008年
  - 本社を東京都渋谷区広尾一丁目3番14号に移転
  - 有料会員サービス「オークファンプレミアム」を開始
  - オークション専門通信講座「オークファンスクール」を開始

- 2009年 - オークションデータ分析サービス「オークデータ」を開始

- 2010年 - 本社を東京都渋谷区道玄坂一丁目21番14号に移転

- 2011年 - オークデータの機能を強化した総合分析ツール「オークファンプロ」を開始
- 2013年 - 東京証券取引所マザーズに株式を上場
- 2015年
  - 株式会社ディー・エヌ・エーから、BtoB卸モール「DeNA BtoB market（現・NETSEA）」を運営する株式会社NETSEAの株式を取得、子会社化
- 2016年
  - 株式会社リバリューの株式を取得、子会社化
  - オークファンプレミアム会員の機能拡張と価格改定
  - 新会員サービス「オークファンライト会員」を開始
  - ネットショップ一元管理ツール「タテンポガイド」を運営する株式会社スマートソーシングの株式を取得、子会社化
  - EC解析ツール『Storoid（ストロイド）』を開始
  - 株式会社NETSEAと株式会社リバリューが合併し、株式会社SynaBizとして発足
  - オークファンプロ、Storoidの機能を統合・強化した、フリマアプリ・ネットオークション・EC の総合支援サービス「オークファンプロPlus」を開始
- 2017年
  - 本社を東京都品川区上大崎二丁目13番30号に移転
  - NETSEAが、楽天株式会社から「楽天 B2B」事業の一部を承継
- 2019年
  - Amazon セラーを支援する出品ツール「ARPAcart（アルパカート）」を開始
  - 株式会社SynaBiz、農林中央金庫と食品ロス削減に向けて協働開始
- 2020年
  - Amazon出品ツール「オークファンコネクト」を開始
  - 仕入れ価格の最大２％を還元する会員サービス「NETSEA プライム」を開始
  - 社会の様々な「Re」を統合した唯一無二のインフラを構築していく会社としてIDENTITYを「Re-INFRA COMPANY」と再定義
  - 株式会社SynaBiz・ミドリ安全株式会社・佐川急便株式会社の3社連携により、賞味期限の近い災害備蓄品の再流通支援を開始
- 2021年
  - NETSEAが自治体と初の協業、愛媛県の特設ページ「愛媛百貨」を開設
  - IT専門知識不要の業務自動化ソリューション（RPA）「オークファンロボ」を提供開始
  - 「NETSEA」掛け払い決済サービス「NETSEA掛け払い powered by GMO」を提供開始
  - ワケあり商品のオークション形式卸サイトReValue BtoBモールが「NETSEAオークション」に名称変更・リニューアル
  - 株式会社スマートソーシングを吸収合併
  - 事業の選択と集中により「オークファン」「NETSEA」を注力事業とし、利益を再投資しGMV・売上総利益を極大化させる方針に転換
  - 滞留在庫の共同仕入れプラットフォーム「NETSEAバルクモール」をリリース
- 2022年
  - 「NETSEAオフライン展示会」を開始
  - オーエスアールネット株式会社及び大阪船場流通マート株式会社の株式を取得、子会社化
  - 「TOCビル（東京卸売センター）」を運営する株式会社テーオーシーと業務提携
  - 株式会社トラストエフォートからAmazonセラー専用アプリ「Amacode(アマコード)」の事業を譲受
- 2023年6月1日 - 本社を移転[3]

## 主要子会社・関連会社
- 株式会社SynaBiz - BtoBの卸売・仕入プラットフォーム「NETSEA」の運営、アセットリクイデーション事業（返品商品・余剰在庫の流動化支援サービス事業）
- 株式会社オークファンインキュベート
- オーエスアールネット株式会社
- 大阪船場流通マート株式会社